# Körsjön
Körsjön är en sjö i Sandvikens kommun i Gästrikland och ingår i Gavleåns huvudavrinningsområde. Sjön har en area på 0,343 kvadratkilometer och ligger 62 meter över havet.

## Delavrinningsområde
Körsjön ingår i det delavrinningsområde (671478-155470) som SMHI kallar för Utloppet av Körsjön. Medelhöjden är 68 meter över havet och ytan är 5,01 kvadratkilometer. Det finns inga avrinningsområden uppströms utan avrinningsområdet är högsta punkten. Vattendraget som avvattnar avrinningsområdet har biflödesordning 2, vilket innebär att vattnet flödar genom totalt 2 vattendrag innan det når havet efter 32 kilometer. Avrinningsområdet består mestadels av skog (80 procent) och sankmarker (13 procent). Avrinningsområdet har 0,34 kvadratkilometer vattenytor vilket ger det en sjöprocent på 6,9 procent.